# Strada statale 56 (Polonia)
La strada statale 56 (sigla DK 56, in polacco droga krajowa 56) è una strada statale polacca che attraversa il Paese da Koronowo a Stolno.

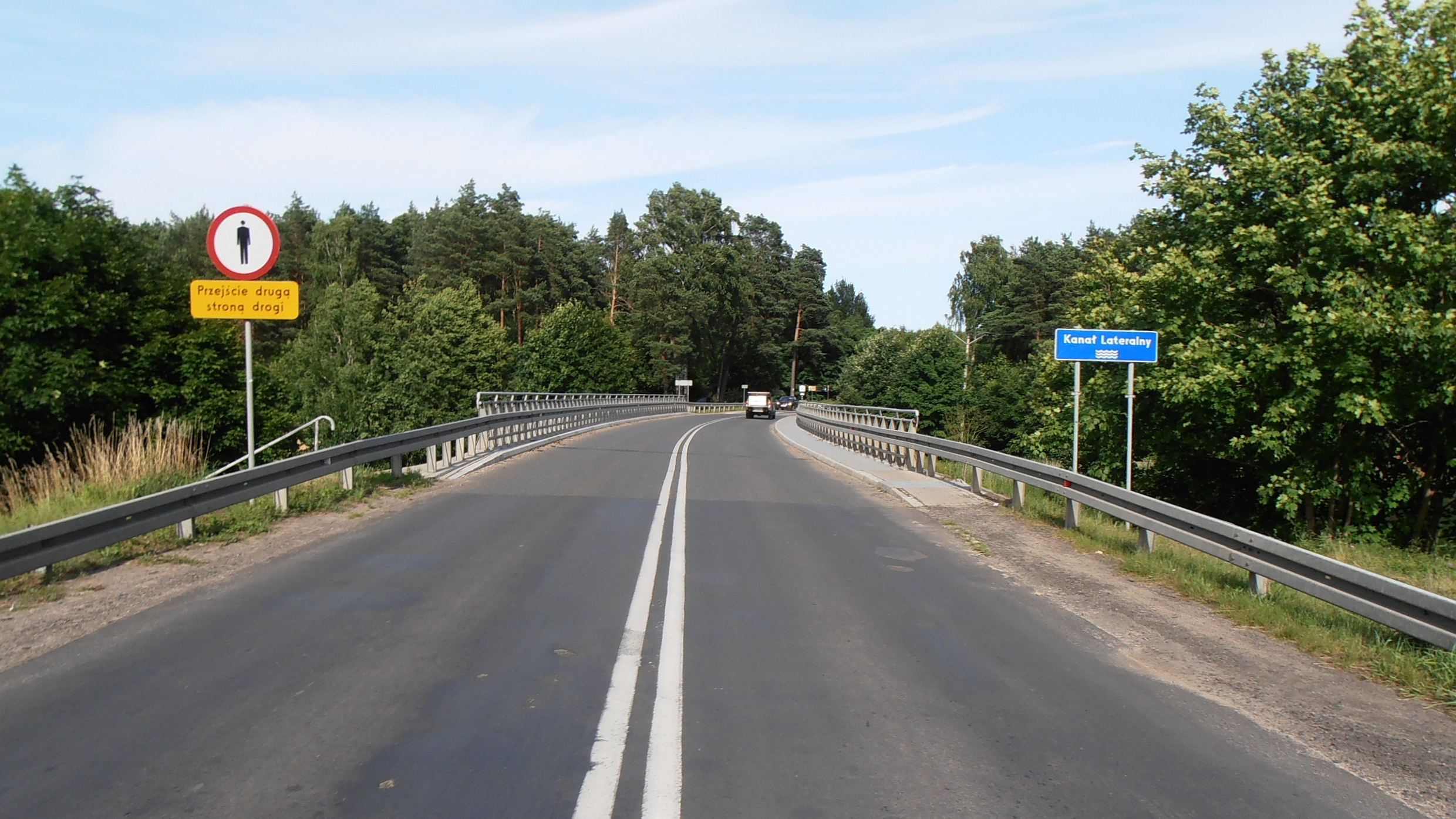
Strada n. 56 – Koronowo – ponte sul canale laterale